# Inland Productions
Inland Productions était un développeur de jeux vidéo basé à Carol Stream, dans l'Illinois. Il développait des logiciels principalement pour les consoles de jeux vidéo et pour les PC.
Inland Productions a été fondée par deux anciens employés de la société de développement Studio E. Au début de l'année 1997, Studio E a intenté un procès aux deux fondateurs et à l'éditeur d'Inland Productions, THQ, en alléguant que leurs anciens employés n'avaient pas respecté l'accord conclu pour terminer le jeu VMX Racing et avaient utilisé du matériel appartenant à Studio E pour créer Inland Productions. 

## Jeux développés
| Année | Titre                                    | Système   | Publié sur      |
| ----- | ---------------------------------------- | --------- | --------------- |
| 1998  | BASS Masters Classic: Tournament Edition | PC        | THQ             |
| 1998  | WCW Nitro                                | N64 PC PS | THQ             |
| 1999  | Deer Hunt Challenge                      | PC        | Electronic Arts |
| 1999  | WCW/nWo Thunder                          | PS        | THQ             |
| 2000  | Ultimate Hunt Challenge                  | PC        | Electronic Arts |
| 2001  | Outdoorsman Mania                        | PC        | Electronic Arts |
| 2002  | Monster Jam: Maximum Destruction (en)    | GC PS2    | Ubisoft         |

## Jeux portés
| Année | Titre          | Système  | Développeur  | Éditeur      |
| ----- | -------------- | -------- | ------------ | ------------ |
| 2001  | Arctic Thunder | PS2 Xbox | Midway Games | Midway Games |